# Archéologie du Mexique
L’archéologie du Mexique s’est développée en plusieurs phases.
Une première période de recherches commence à la fin du XVIIIe siècle, notamment après l’importante découverte de monolithes aztèques sous le Zócalo de Mexico, à une période cruciale où la revendication des réalisations prestigieuses des peuples indigènes était utile à la fois aux Espagnols, qui avaient besoin d’assurer leur stature politique internationale en revalorisant la conquête de l'Amérique, et aux mouvements indépendantistes mexicains, qui avaient besoin de promouvoir les qualités distinctes du peuple mexicain vis-à-vis de ses colons.
Au début du XXe siècle, après la révolution mexicaine, sous l’impulsion de chercheurs comme Manuel Gamio et Alfonso Caso, l’objectif n’est plus uniquement de valoriser les anciennes civilisations mais aussi de moderniser le pays. La création d’instituts archéologiques nationaux tels que l’INAH et l’ENAH et la participation d’instituts étrangers permettent d’explorer et de restaurer de nombreux sites archéologiques.
Dans la seconde moitié du XXe siècle, une approche plus globale des sociétés préhispaniques, promue notamment par Pedro Armillas (en) et José Luis Lorenzo Bautista (es), nécessite un travail pluridisciplinaire plus scientifique. Les programmes de conservation et de mise en valeur du patrimoine archéologique mexicain évoluent depuis pour intégrer de plus en plus les recherches sur la vie quotidienne des indigènes mésoaméricains.

## Histoire de l’archéologie du Mexique

### Époque préhispanique
Les fouilles archéologiques contemporaines ont permis d'établir que certains peuples indigènes du Mexique avaient procédé à des excavations de nature archéologique, comme ce fut par exemple le cas des Aztèques à Teotihuacan et à Tula, afin de collecter d'anciens objets d'art, pour leur valeur sacrée aussi bien que pour leur prestige culturel.

### De l’époque coloniale à la révolution mexicaine

#### Les travaux précurseurs
Avant même que l'archéologie ne soit considérée comme une discipline à part entière et institutionnalisée en tant que telle, certaines recherches de nature archéologique ont été menées ponctuellement sur le passé préhispanique du Mexique.
Le premier précurseur des excavations archéologiques au Mexique est Carlos de Sigüenza y Góngora, qui organise des fouilles à Teotihuacan en 1675.
L'intérêt pour les "antiquités américaines" se développe en Espagne à partir du milieu du XVIIIe siècle, notamment lorsque le naturaliste Antonio de Ulloa présente en 1752 au gouvernement espagnol un projet de cabinet d'histoire naturelle, dont le roi d'Espagne Charles III (qui avait été sensibilisé aux fouilles archéologiques et à la collection des antiquités lorsqu'il régnait sur le royaume de Naples) décrète finalement la construction à Madrid le 17 octobre 1771, pour y rassembler la collection du riche commerçant d'origine péruvienne Pedro Franco Dávila (es), composée de minéraux, fossiles, animaux empaillés, mais aussi d'œuvres d'art, armes, tenues et pièces de monnaie en provenance d'Amérique. Pour élargir sa collection, Charles III lance alors une campagne d'exploration dans plusieurs régions de l'Amérique espagnole, et notamment dans l'aire maya du sud de l'actuel Mexique. C'est ainsi qu'en 1785, Antonio Bernasconi, géomètre et architecte, est envoyé à Palenque par le Capitaine général du Guatémala, José de Estachería, pour examiner la cité abandonnée. Il en dresse le premier plan, réalise des illustrations de certaines sculptures et fait creuser plusieurs murs du Palais. Ses efforts pour déterminer qui avaient été les habitants de la cité et comment ils avaient vécu sont précurseurs des préoccupations de l'archéologie contemporaine.
Toujours en 1785, le premier dessin de la pyramide des Niches d'El Tajín est publié dans un article anonyme de La Gaceta de México (en). En 1791, José Antonio Alzate publie, toujours dans le même périodique, « Descripción de las Antigüedades de Xochicalco ». La précision de ses observations et sa tentative de compréhension de la société ayant construit les monuments de Xochicalco sont précurseurs des recherches modernes.
En 1792, Antonio de León y Gama publie le premier ouvrage d'archéologie du Mexique : Descripción histórica y cronológica de las dos piedras que con ocasión del nuevo empedrado que se está formando en la plaza principal de México, se hallaron en ella el año de 1790, une analyse et une description précise du monolithe de Coatlicue et de la Pierre du Soleil, qui venaient d´être mis au jour en 1790. Cette découverte spectaculaire marque un tournant majeur dans l'histoire de l'archéologie au Mexique, car elle éveille l'intérêt des Mexicains et d'érudits de plus en plus nombreux sur le passé préhispanique du Mexique. En effet, les autorités de la Nouvelle-Espagne, qui dépendaient de l'Espagne, firent beaucoup de publicité de ces découvertes, pour essayer de démontrer que les peuples indigènes du Mexique ancien n'étaient pas aussi peu civilisés que le prétendaient les ennemis de l'empire espagnol, qui voulaient minimiser la valeur de la conquête de l'Amérique pour diminuer le prestige international de l'Espagne et renforcer le leur.